# Championnat du monde féminin moins de 18 ans de hockey sur glace 2021
Navigation
Édition 2020 Édition 2022
Le Championnat du monde féminin moins de 18 ans de hockey sur glace 2021 devait être la quatorzième édition de cette compétition organisée par la Fédération internationale de hockey sur glace (IIHF). 

## Format de compétition
Le groupe Élite comprend 8 équipes participantes qui sont réparties en deux groupes de 4. Chaque groupe est disputé sous la forme d'un championnat à matches simples. Les 2 premiers du groupe A sont qualifiés d'office pour les demi-finales. Les 2 derniers du groupe A et les 2 premiers du groupe B s'affrontent lors de quarts de finale croisés. Les 2 derniers du groupe B participent au tour de relégation qui détermine l'équipe qui sera reléguée en Division IA lors de l’édition suivante.
Pour les divisions IA et IB qui comptent chacune 6 équipes, et les divisions IIA et IIB comptant respectivement 3 et 4 équipes, celles-ci s’affrontent entre elles et, à l'issue de cette compétition, le premier est promu dans la division supérieure et le dernier est relégué dans la division inférieure, sauf en division IIB où il n’y a pas de relégation. 
Pour toutes les divisions, la répartition des points est la suivante :
- 3 points pour une victoire dans le temps réglementaire ;
- 2 points pour une victoire en prolongation ou aux tirs de fusillade ;
- 1 point pour une défaite en prolongation ou aux tirs de fusillade ;
- 0 point pour une défaite dans le temps réglementaire.

## Annulation des compétitions
En raison de la pandémie de Covid-19, l'IIHF a annoncé le 17 septembre 2020 l'annulation de l'ensemble de la compétition,.
Les compositions des différentes divisions étaient les suivantes :
| Division | Date de la compétition | Lieu                | Équipes                                                           |
| -------- | ---------------------- | ------------------- | ----------------------------------------------------------------- |
| Élite    | 5 au 12 janvier 2021   | Linköping et Mjölby | Allemagne Canada États-Unis Finlande Russie Suède Suisse Tchéquie |
| IA       | 10 au 16 janvier 2021  | Győr                | France Hongrie Italie Japon Norvège Slovaquie                     |
| IB       | 10 au 16 janvier 2021  | Radenthein          | Autriche Chine Corée du Sud Danemark Pologne Taipei chinois       |
| IIA      | 19 au 22 janvier 2021  | Dumfries            | Espagne Grande-Bretagne Pays-Bas                                  |
| IIB      | 28 au31 janvier 2021   | Izmit               | Kazakhstan Lettonie Mexique Turquie                               |